# 凱姆洛湖
53°38′33″N 12°14′03″E / 53.642475381577185°N 12.234241962432861°E
凱姆洛湖（德語：Kemlower See），是德國的湖泊，位於該國東北部，由梅克倫堡-前波美拉尼亞州負責管轄，處於羅斯托克縣，長0.5公里、寬0.3公里，面積0.09平方公里，海拔高度50米，湖岸線長度1.5公里。